# جو اومیرا
جو اومیرا (انگلیسی: Jo O'Meara؛ زادهٔ ۲۹ آوریل ۱۹۷۹) خواننده و هنرپیشه اهل بریتانیا است.